# 難波站 (南海)

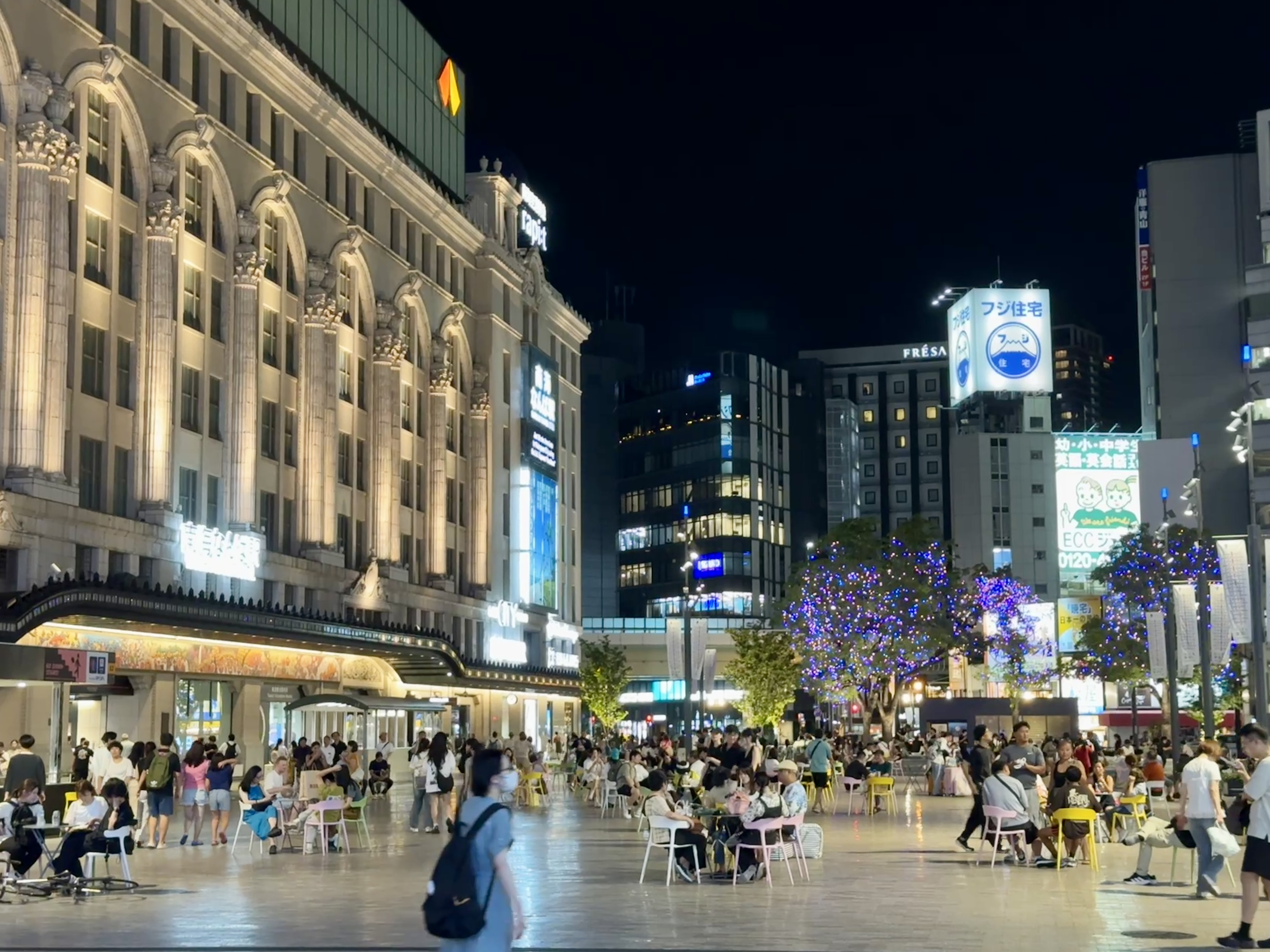
从难波南海通方向展望南海难波广场 (2025年7月)

難波站（日语：／ Nanba eki */?）位於大阪府大阪市中央區，是南海電氣鐵道（南海）的鐵路車站。2001年（平成13年），入選近畿車站百選（第二回）。南海电气铁道于2018年提出了"大难波"（Great Namba）计划，旨在将难波、日本桥以及新今宫三个地区连接在一起，配合2025年大阪关西万博的举行以及远期浪速筋线与南海新难波站的开通，打造一个新的步行者购物天堂。此计划的第一阶段——南海难波站前广场（Namba Station Front Plaza）项目已于2023年11月23日开通。

## 概要
本站位於大阪繁華市區之一的難波。南海電鉄的南海本線和高野線均以本站作為終點站。 此外，關西機場聯絡特急Rapi:t於本車站始發終到，並成為關西國際機場許多旅客（包括入境外國遊客）的門戶車站。 它位於大阪主干街道御堂筋的南端。高島屋大阪店位於車站大樓的南海大廈內；大阪南海瑞士酒店、大型寫字樓難波Skyo、購物中心難波CITY和難波公園等大型商業設施設有通道直接連接到車站。本站是難波地區唯一的地面車站，其9面8線的月台是規模僅次於阪急大阪梅田站的日本第二大港灣式車站（在所有私鉄車站規模中排名第二）。
車站名稱取自大阪城下的難波新地和西成郡的難波村。 官方正式表示為漢字“難波站”，但由於漢字“難波”也可以訓讀作“なにわ（Naniwa，漢字又作「浪速」）”，因此在南海電鐵內的站內和列車內的導向指引顯示以及官方網站車站介紹上，均統一使用平假名“なんば站（Namba）”，民間有時為區分多個難波站，亦存在稱本站為“南海難波站”的情況。
南海難波站坐落於難波新地（現中央區難波）的南端，大阪難波站（近鐵/阪神）和地下鐵千日前線站台位於難波中央位置，兩者以地下鐵御堂筋線站台連接。地下鐵四橋線站台位於難波入堀川（阪神高速公路1號環線北行）西側，JR難波站位於西側。

## 車站構造
南海難波站為9面8線港灣式月台高架車站。車站內部的資訊顯示以及站名牌等統一以的平假名表示，車站的正式標記如乘車券等以漢字的表示。

### 月台配置
| 月台                                                                                            | 備註（若无特別說明，月台有效長度則對應8節編組） |                                                                                                 |                                                                                                 |
| 高野線 堺東、河內長野、橋本、極樂橋（鋼索線連絡高野山）方向 （泉北線）光明池、和泉中央方向 月台 | 高野線 堺東、河內長野、橋本、極樂橋（鋼索線連絡高野山）方向 （泉北線）光明池、和泉中央方向 月台 | 高野線 堺東、河內長野、橋本、極樂橋（鋼索線連絡高野山）方向 （泉北線）光明池、和泉中央方向 月台 | 高野線 堺東、河內長野、橋本、極樂橋（鋼索線連絡高野山）方向 （泉北線）光明池、和泉中央方向 月台 |
| ----------------------------------------------------------------------------------------------- | --- | ----------------------------------------------------------------------------------------------- | ----------------------------------------------------------------------------------------------- |
| 1                                                                                               | 主要停靠各站停車班次（月台有效長度為6節） |                                                                                                 |                                                                                                 |
| 2                                                                                               | 主要停靠高野線急行、區間急行；泉北線直通準急行、區間急行 早上繁忙時間：部分急行、快速急行、區間急行班次 晚間繁忙時間：泉北線直通急行班次 淩晨和深夜時段停靠各站停車班次                                             |                                                                                                 |                                                                                                 |
| 3                                                                                               | 主要停靠急行、區間急行、快速急行 早上繁忙時間：部分特急、高野線急行、快速急行、區間急行班次；泉北線直通準急行、區間急行 晚間繁忙時間：部分特急、急行、快速急行、區間急行班次 淩晨和深夜時段停靠準急行、各站停車班次 |                                                                                                 |                                                                                                 |
| 4                                                                                               | 主要停靠特急、泉北線直通準急行班次 早上繁忙時間：部分特急、高野線急行、快速急行、區間急行班次；泉北線直通準急行、區間急行 晚間繁忙時間：部分特急、急行、區間急行班次 淩晨和深夜時段停靠準急行、各站停車班次         |                                                                                                 |                                                                                                 |
| 南海本線 堺、岸和田、泉佐野、和歌山市方向 （機場線）臨空城、關西機場方向月台                    | |                                                                                                 |                                                                                                 |
| 5                                                                                               | 主要停靠特急、急行、區間急行、機場急行 |                                                                                                 |                                                                                                 |
| 6                                                                                               | 主要停靠特急、急行、區間急行、機場急行 |                                                                                                 |                                                                                                 |
| 7                                                                                               | 主要停靠普通車 |                                                                                                 |                                                                                                 |
| 8                                                                                               | 部分負責普通車到發；過半數負責機場特急「Rapi:t」到發（但「Rapi:t」的乘車口關閉） |                                                                                                 |                                                                                                 |
| 9                                                                                               | 機場特急「Rapi:t」／8號月台到站列車用於下車（月台有效長度為8節） |                                                                                                 |                                                                                                 |

- 1号月臺止衝擋位置比其他站台靠南约80m（極樂橋方向），此月臺離3樓的北檢票口有相當長的距離。
- 除1號和9號月臺以外，所有站臺均可停靠10節編組列車。由於10節編組列車在2012年的時間表改正中被廢除，因此現5-8號月臺多餘的兩節編組長度部分已使用欄杆閉鎖。
- 泉北快速線直通的特急列車“ 泉北 Liner”原僅於2號站台始發終到。自2017年8月時刻表修訂以來，“泉北 Liner”更改為與特急“ こうや”和“ りんかん”相同的3號和4號站台始發終到。
- 今宮戎站和萩之茶屋站僅高野線（服務系統上）各站停車種別停靠。

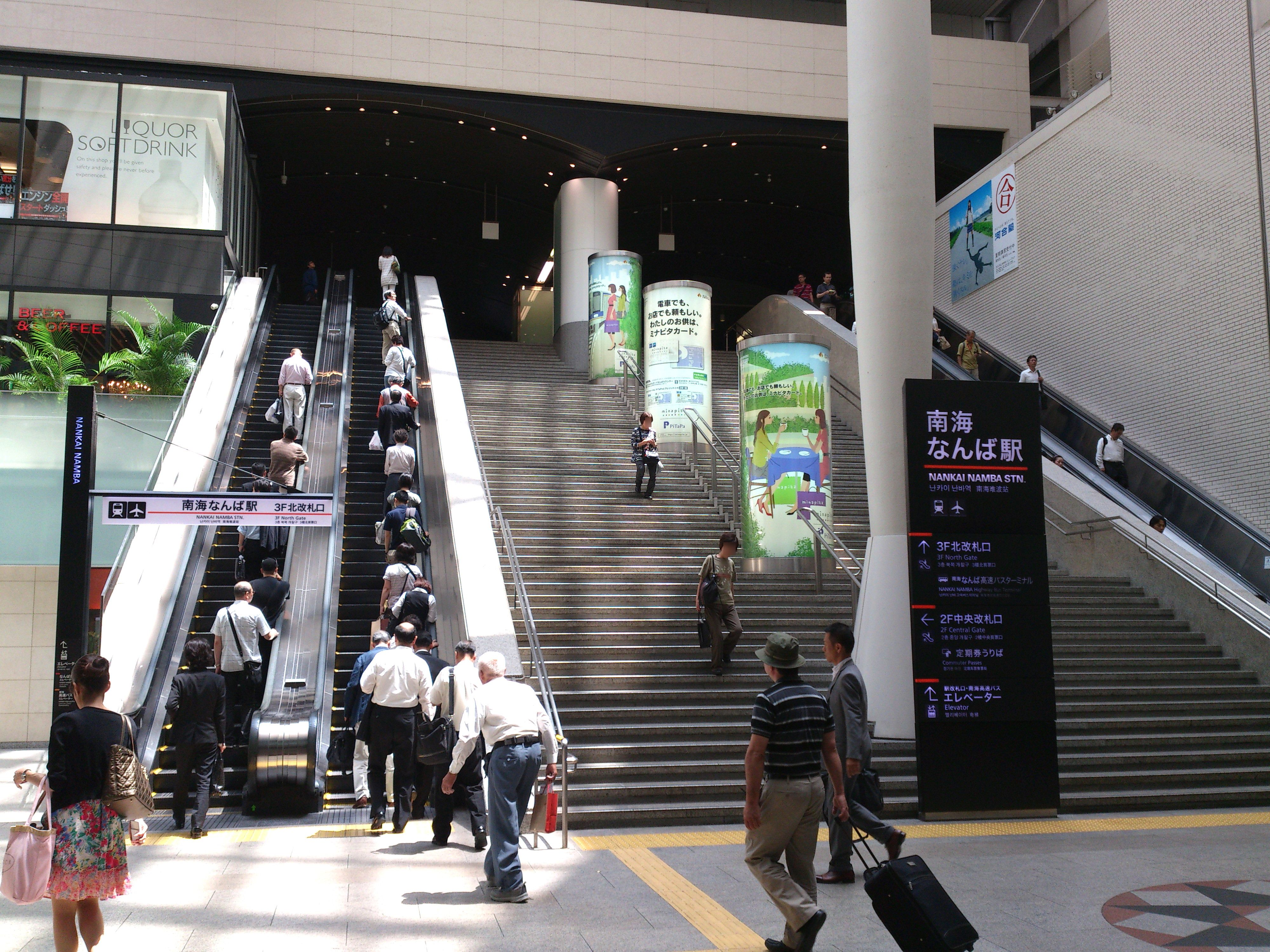
1F北出口
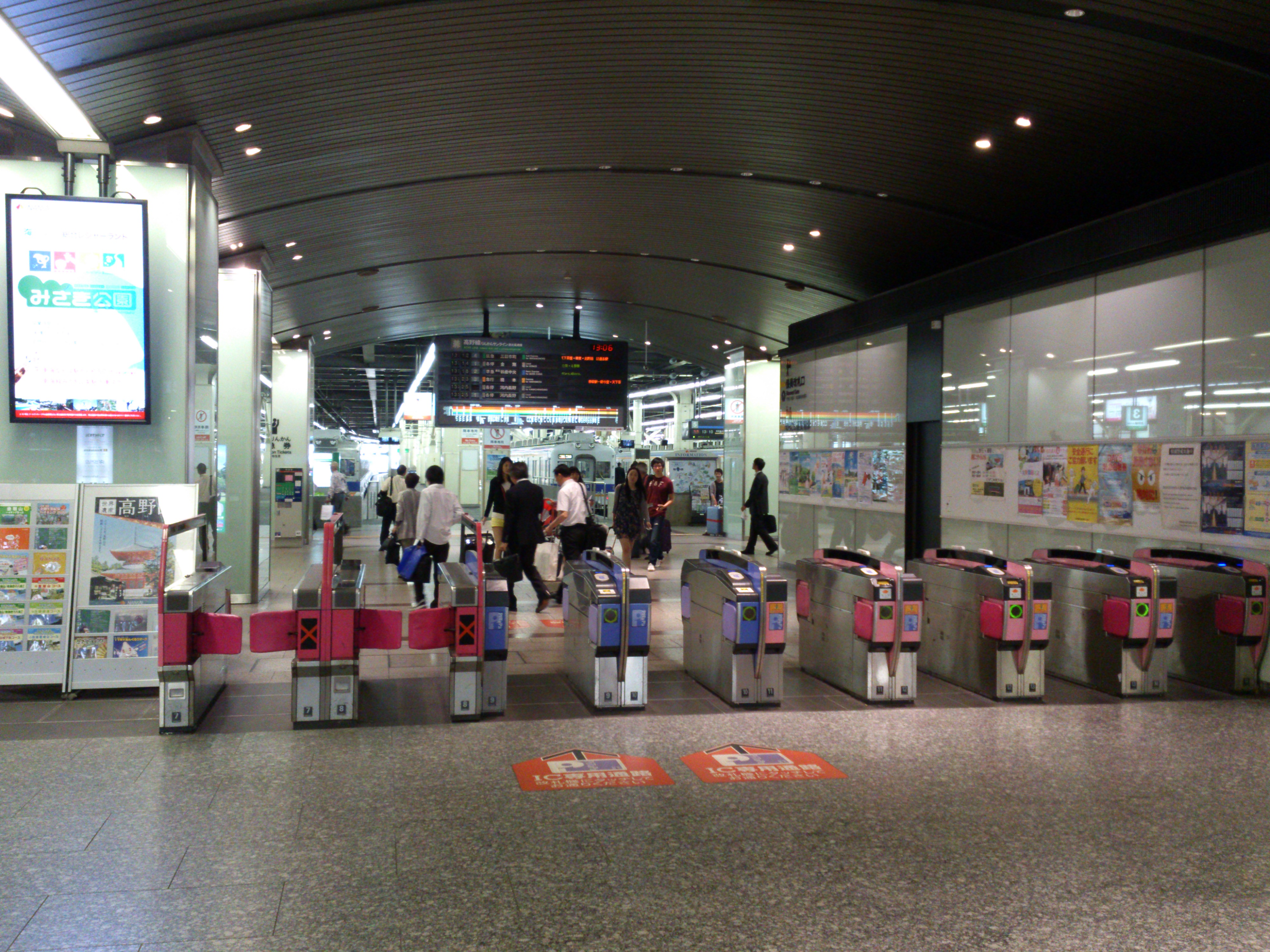
3F北驗票口
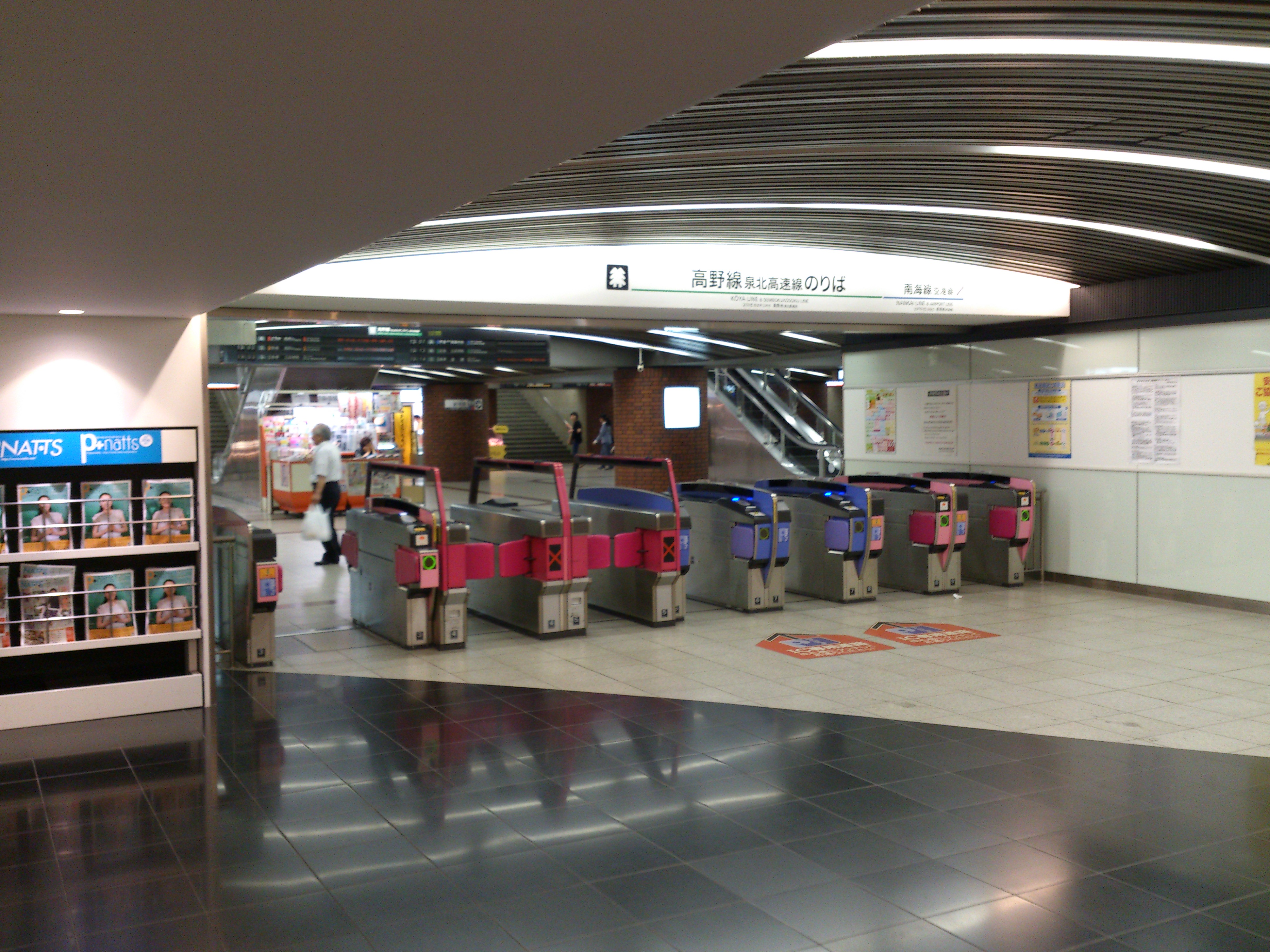
2F中央驗票口
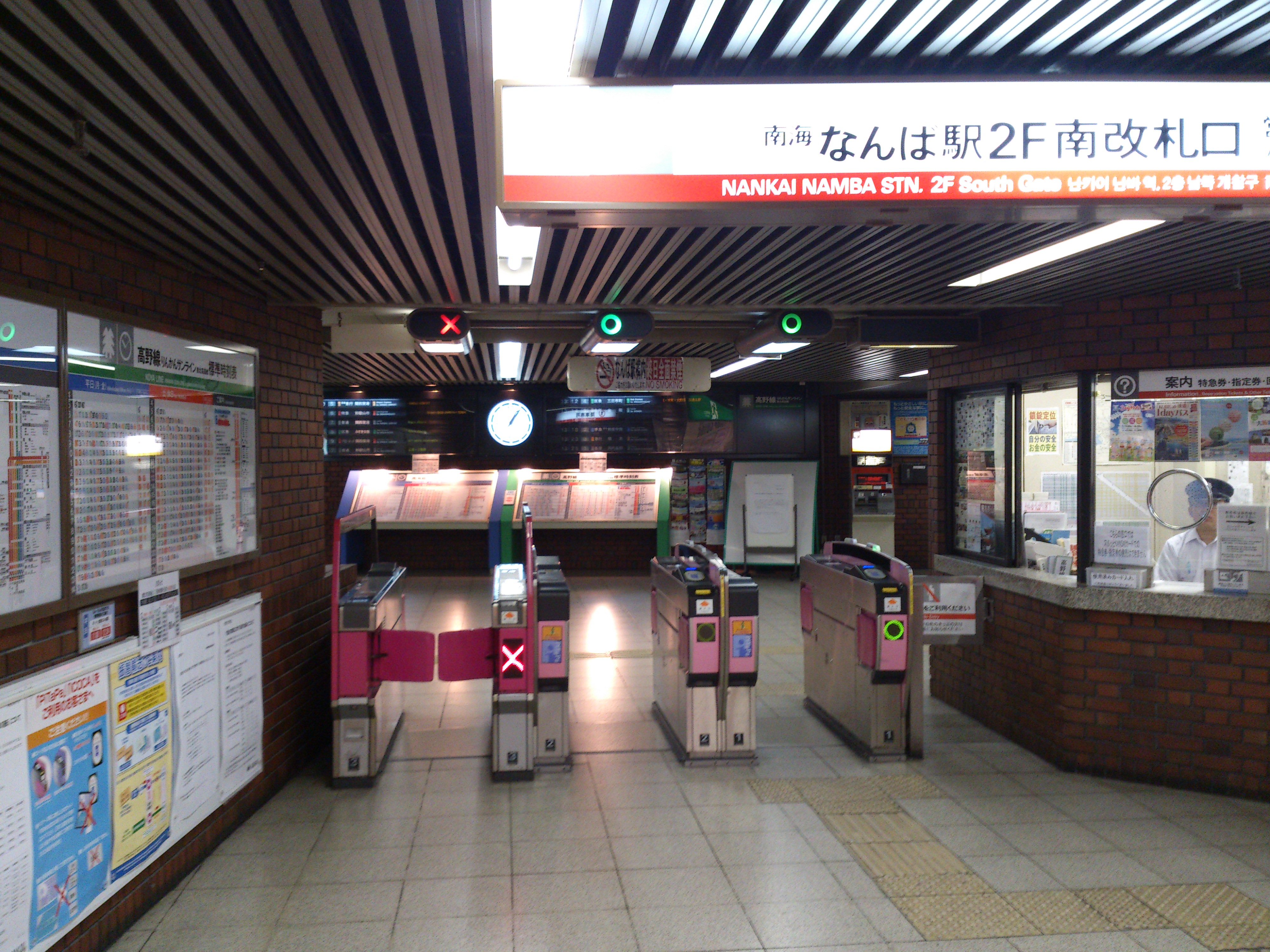
2F南驗票口
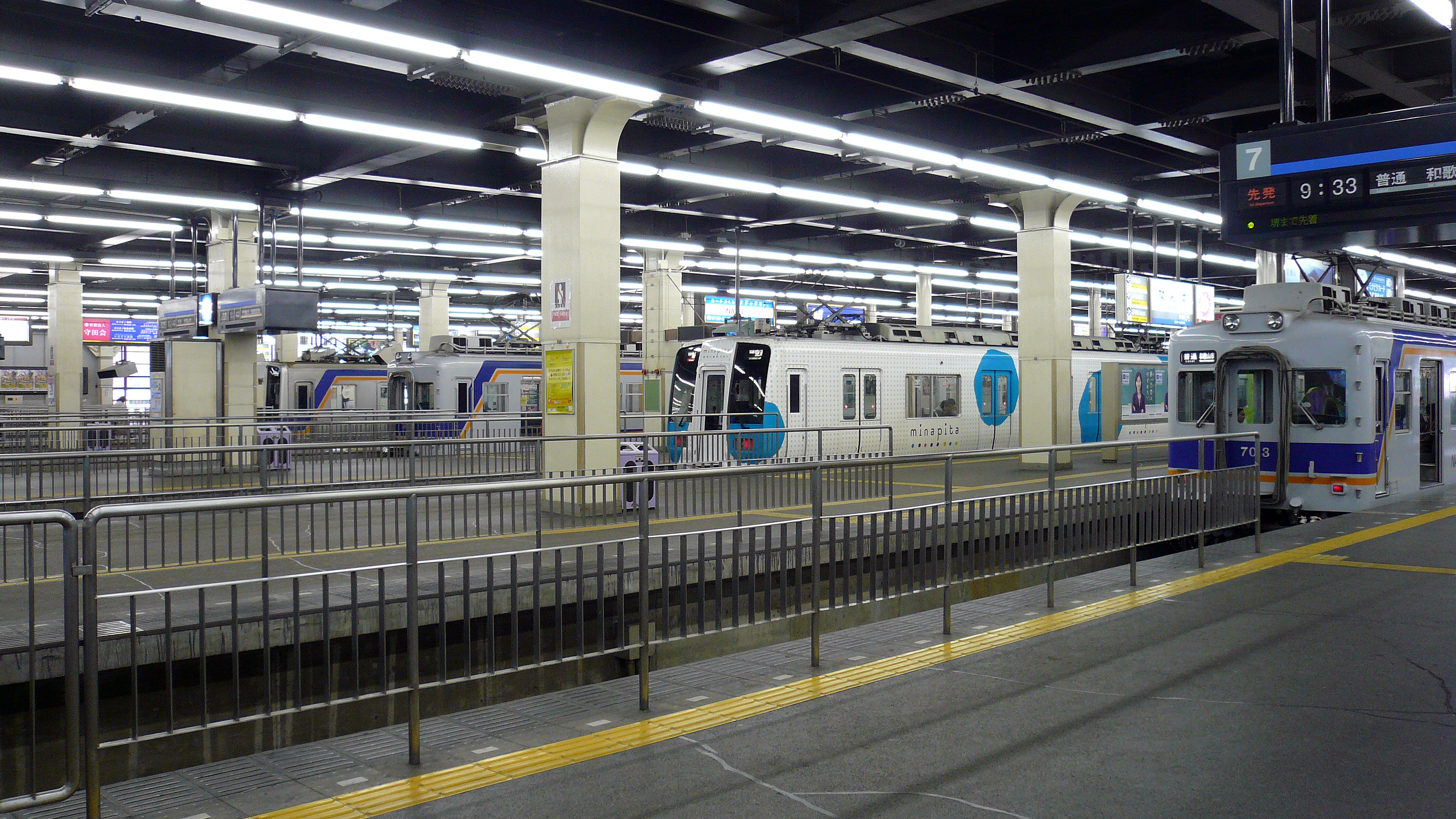
月台

## 利用狀況
2018年（平成30年）度1日平均上下車人次為255,598人（上車人次：129,675人，下車人次：125,923人）。此站是南海電鐵100個車站當中使用人數排行第1位的車站。最多時1日平均上下車人次超過40萬人，御堂筋線1987年延伸至中百舌鳥站、堺筋線1993年延伸至天下茶屋站、關西國際機場1994年開港以後阪和線直通運行大阪環狀線增加、明石海峽大橋1998年開業不再需要南海渡輪等影響，2002年度跌至30萬人。阪神難波線2009年延伸至大阪難波站以後下跌至25萬人左右才有止跌傾向。
各年度的1日上車、上下車人次如下表。
| 年度               | 1日平均 上下車人次 | 1日平均 上車人次 | 來源              |
| ------------------ | ------------------ | ---------------- | ----------------- |
| 1985年（昭和60年） | 414,396            | 206,985          | [ 大阪府統計 1 ]  |
| 1986年（昭和61年） | 424,085            | 211,558          | [ 大阪府統計 2 ]  |
| 1987年（昭和62年） | 390,023            | 198,337          | [ 大阪府統計 3 ]  |
| 1988年（昭和63年） | 391,762            | 196,852          | [ 大阪府統計 4 ]  |
| 1989年（平成元年） | 391,272            | 197,182          | [ 大阪府統計 5 ]  |
| 1990年（平成02年） | 399,714            | 201,461          | [ 大阪府統計 6 ]  |
| 1991年（平成03年） | 405,899            | 204,825          | [ 大阪府統計 7 ]  |
| 1992年（平成04年） | 399,329            | 201,274          | [ 大阪府統計 8 ]  |
| 1993年（平成05年） | 393,671            | 198,449          | [ 大阪府統計 9 ]  |
| 1994年（平成06年） | 395,855            | 200,736          | [ 大阪府統計 10 ] |
| 1995年（平成07年） | 392,183            | 197,853          | [ 大阪府統計 11 ] |
| 1996年（平成08年） | 378,182            | 190,668          | [ 大阪府統計 12 ] |
| 1997年（平成09年） | 355,687            | 179,686          | [ 大阪府統計 13 ] |
| 1998年（平成10年） | 339,506            | 170,931          | [ 大阪府統計 14 ] |
| 1999年（平成11年） | 326,478            | 163,540          | [ 大阪府統計 15 ] |
| 2000年（平成12年） | 314,860            | 157,560          | [ 大阪府統計 16 ] |
| 2001年（平成13年） | 303,974            | 152,189          | [ 大阪府統計 17 ] |
| 2002年（平成14年） | 289,323            | 144,986          | [ 大阪府統計 18 ] |
| 2003年（平成15年） | 279,072            | 140,525          | [ 大阪府統計 19 ] |
| 2004年（平成16年） | 272,146            | 136,835          | [ 大阪府統計 20 ] |
| 2005年（平成17年） | 268,803            | 135,210          | [ 大阪府統計 21 ] |
| 2006年（平成18年） | 265,383            | 133,918          | [ 大阪府統計 22 ] |
| 2007年（平成19年） | 266,179            | 134,585          | [ 大阪府統計 23 ] |
| 2008年（平成20年） | 260,984            | 132,024          | [ 大阪府統計 24 ] |
| 2009年（平成21年） | 253,625            | 128,502          | [ 大阪府統計 25 ] |
| 2010年（平成22年） | 250,981            | 127,553          | [ 大阪府統計 26 ] |
| 2011年（平成23年） | 246,028            | 125,084          | [ 大阪府統計 27 ] |
| 2012年（平成24年） | 246,475            | 125,422          | [ 大阪府統計 28 ] |
| 2013年（平成25年） | 248,963            | 126,653          | [ 大阪府統計 29 ] |
| 2014年（平成26年） | 244,045            | 124,159          | [ 大阪府統計 30 ] |
| 2015年（平成27年） | 251,546            | 127,996          | [ 大阪府統計 31 ] |
| 2016年（平成28年） | 252,567            | 128,751          | [ 大阪府統計 32 ] |
| 2017年（平成29年） | 254,696            | 129,811          | [ 大阪府統計 33 ] |
| 2018年（平成30年） | 255,598            | 129,675          | [ 大阪府統計 34 ] |

## 相鄰車站
南海電氣鐵道
南海本線（機場線）
- ■特急「Rapi:t」始發站

■特急「南方」、■急行、■機場急行、■區間急行、■準急（只限到站列車）、■普通
難波（NK01）－新今宮（NK03）
高野線
- ■特急「高野」「林間」、「泉北Liner」始發站

■快速急行、■急行、■區間急行、■準急
難波（NK01）－新今宮（NK03）
■各站停車
難波（NK01）－今宮戎（NK02）

### 來源
1. ↑  南海電気鉄道株式会社. . 南海電気鉄道株式会社.   [2025-08-02] （英语）.
2. ↑  南海電気鉄道株式会社. . 南海電気鉄道株式会社.   [2025-08-02] （英语）.

#### 利用狀況來源
私鐵統計資訊
1. 1 2  ハンドブック南海2016 鉄道事業PDF - 南海電鉄 （页面存档备份，存于）
2. ↑  .   [2020-10-04]. （原始内容存档于2013-10-05）.

大阪府統計年鑑
1. ↑  大阪府統計年鑑（昭和61年）PDF
2. ↑  大阪府統計年鑑（昭和62年）PDF
3. ↑  大阪府統計年鑑（昭和63年）PDF
4. ↑  大阪府統計年鑑（平成元年）PDF
5. ↑  大阪府統計年鑑（平成2年）PDF
6. ↑  大阪府統計年鑑（平成3年）PDF
7. ↑  大阪府統計年鑑（平成4年）PDF
8. ↑  大阪府統計年鑑（平成5年）PDF
9. ↑  大阪府統計年鑑（平成6年）PDF
10. ↑  大阪府統計年鑑（平成7年）PDF
11. ↑  大阪府統計年鑑（平成8年）PDF
12. ↑  大阪府統計年鑑（平成9年）PDF
13. ↑  大阪府統計年鑑（平成10年）PDF
14. ↑  大阪府統計年鑑（平成11年）PDF
15. ↑  大阪府統計年鑑（平成12年）PDF
16. ↑  大阪府統計年鑑（平成13年）PDF
17. ↑  大阪府統計年鑑（平成14年）PDF
18. ↑  大阪府統計年鑑（平成15年）PDF
19. ↑  大阪府統計年鑑（平成16年）PDF
20. ↑  大阪府統計年鑑（平成17年）PDF
21. ↑  大阪府統計年鑑（平成18年）PDF
22. ↑  大阪府統計年鑑（平成19年）PDF
23. ↑  大阪府統計年鑑（平成20年）PDF
24. ↑  大阪府統計年鑑（平成21年）PDF
25. ↑  大阪府統計年鑑（平成22年）PDF
26. ↑  大阪府統計年鑑（平成23年）PDF
27. ↑  大阪府統計年鑑（平成24年）PDF
28. ↑  大阪府統計年鑑（平成25年）PDF
29. ↑  大阪府統計年鑑（平成26年）PDF
30. ↑  大阪府統計年鑑（平成27年）PDF
31. ↑  大阪府統計年鑑（平成28年）PDF
32. ↑  大阪府統計年鑑（平成29年）PDF
33. ↑  大阪府統計年鑑（平成30年）PDF
34. ↑  大阪府統計年鑑（令和元年）PDF

## 外部連結
- 難波 - 南海電氣鐵道